# Caradrina pseudadelphia
Caradrina pseudadelphia är en fjärilsart som beskrevs av Charles Boursin 1939. Caradrina pseudadelphia ingår i släktet Caradrina och familjen nattflyn. Inga underarter finns listade i Catalogue of Life.